# Juan Antonio de Jáuregui y Retes
Juan Antonio de Jáuregui y Retes (Menagaray, Álava, 1680-Orduña, Vizcaya, 1764) fue un pintor y dorador barroco. Aunque debió de iniciar su formación al lado de su padre, el dorador Pedro de Jáuregui, con dieciséis años aparece documentado en Orduña, casado con una hija del pintor y dorador Francisco de Zacona. El matrimonio duró poco pues algunos años después aparece unido a María de Ugarte, fallecida en 1754, con quien tuvo al menos dos hijos. Murió en Orduña, ciudad en la que había llegado a ostentar el cargo de regidor, el 21 de enero de 1764, tras hacer testamento en el que con las mandas acostumbradas solicitaba ser enterrado en la iglesia de Santa María, en sepulturas propias junto a sus dos esposas. 

## Obra
Jáuregui desarrolló su trabajo en diversas localidades del noroeste de Álava y la ciudad de Orduña y sus alrededores en Vizcaya. Aunque su trabajo como dorador está mejor documentado, consta que se ocupó también de la pintura historiada en algunos de los retablos de cuyo dorado y policromado se hizo cargo. Ya en 1703, asociado con Tomás González de la Cámara, se ocupó de los retablos mayor y colaterales de la parroquial Santa Marina de Zuaza, Ayala (Álava), donde son suyas las tablas de la Inmaculada, la Anunciación, con rasgos todavía manieristas por la anacrónica utilización de estampas de los Wierix, y las que representan a los santos Gregorio Magno, Silvestre y Lorenzo, además del Padre Eterno en el remate del retablo de San Antonio Abad.
En mayo de 1712 se comprometió a dorar y estofar el retablo mayor de la parroquial de Lendoño de Arriba (Orduña), donde como respaldo del Santo Cristo debía pintar al óleo las imágenes de la Virgen y San Juan, con la ciudad de Jerusalén al fondo, figuras que han resultado decisivas para fijar el estilo de Jáuregui en las obras contratadas en colaboración. En pintura historiada se documenta además el cobro en 1732 de una imagen de la Virgen del Rosario pintada para Menagaray y desaparecida.